# وقف صبيح
وقف صبيح هو من أشهر أوقاف نجد، كان منذ عام 747هـ، ويُضرب المثل بهذا الوقف فيقال «أضبط من وصية صُبيح»، لأن كلماته مضبوطة الدلالة ومحكمة، سُمّي الوقف على اسم صاحبه صُبيح بن مساور؛ وتعد أقدم وثيقة نجدية.

## صبيح
وهو صبيح بن مساور عاش في القرن الثامن الهجري في بلدة أشيقر المسماة آنذاك (عكل) وكان رحمه الله مملوكاً لعقبة بن راجح بن عساكر بن بسام، ورأى فيه سيده صلاحاً بالغاً في عمل الدنيا والآخرة مع الزهد والصدق فأعتقه لوجه الله تعالى ووهبه قطعة أرض فقام صبيح بإحيائها وزراعتها بكل همة وجد بهدف خدمة المجتمع لوجه الله تعالى، أما هو فزاهد صالح يكفيه ما يقيم أوده ليصرف كل وقته للعبادة والعمل.

## مفهوم وصية صبيح
وصية دقيقة تدل على التقوى والعلم بالشرع وعلى الثقافة، حيث كتبت بأسلوب أدبي بليغ محكم، فضلاً عن دلالتها على حب الخير والعمل التطوعي ونفع الناس، يقول عبد الله الجعيثن، قرأت كثيراً من الوصايا في موروثنا الشعبي ولكنني لم أقرأ على الإطلاق أدق ولا أتم ولا أحكم من وصية صبيح بن مساور الذي عاش في بلدة أشيقر المسماة آنذاك (عكل)، رحمه الله والتي كتبها سنة (747هـ)، وهي تعكس حال نجد في القرن الثامن الهجري من النواحي الدينية والادبية والاجتماعية والاقتصاد ايضاً.
اشتهرت بحسن صياغتها وضبطها ودقتها وإحكامها التام، وضربت بها الأمثال ومنها مثلنا الشعبي "اضبط من وصية صبيح"، كما قلدها كثيرون بعده في أسلوبها وإحكامها وتفعيلها الدقيق، الذي لا يكاد يدع شاردة ولا واردة في مجاله إلا ذكرها ونص عليها، فلا يستطيع أحد أن يفسر بعض فقراتها على هواه، أو يعبث بها لأنها محكمة مفعلة في غاية الدقة والضبط.

## تاريخ وصية صبيح
النسخة المكتوبة هي وثيقة كتبها علي بن شفيع بيك رحمه الله، من وثيقة الأصل، وكانت الأولى قد فنيت من طول الوقت، وتاريخ الوثيقة التي كتبها علي بن شفيع رحمه الله من وثيقة الموقف كان يوم النصف من رمضان المعظم سنة تسعين وثمان مائة من الهجرة النبوية على مهاجرها أفضل الصلاة والسلام، ثم قال علي بن شفيع رحمه الله: "حضر عبدالله بن بسام على هذه النسخة المباركة وكتب بيده، وحضر أحمد بن سليمان بن منيف بن بسام وكتب بيده، وحضر عبدالله بن شفيع وكتب بيده، وحضر حسن بن عبدالله بن بسام وكتب بيده، وحضر علي بن أحمد بن ريس وكتب بيده، وحضر عبدالله بن غملاس بن حجي وكتب بيده، وحضر أحمد بن محمد بن منيف بن بسام وكتب بيده، وصلى الله على خير خلقه محمد وآلة وصحبه، وكَتَبَ هذه الوثيقة من الوثيقة الثانية بعدما فنيت الأولى وخُشي من فناء الثانية أو ذهابها، حرفاً بحرف بما احتوته معانيها وبما اندرجت مثانيها محمد بن أحمد بن محمد بن منيف بن بسام القاضي الحنبلي، منصوب الشرع الشريف المطهر بتاريخ تاسع عشر من شهر رمضان المعظم من شهور سنة ست وثمانين وتسع مائة من الهجرة النبوية على مهاجرها أفضل الصلاة والسلام.

## مخطوطة وصية صبيح
توجد لوصية صبيح نسخ كثيرة، حيث نقلها العلماء وطلاب العلم في أشيقر وغيرها حفاظا عليها من التلف، فنصها يعتبر موعظة مؤثرة للقارئ.

## نص وصية صبيح
بسم الله الرحمن الرحيم وبه أستعين، هذا ما وقف وحبس وأبد العبد الفقير إلى الله سبحانه الحاج صبيح عتيق عقبه، حيطانه في عكل على بئر الغطفاء، ولهن من الماء ثلاث وقعات ونصف على بئر الغطفاء بحدودهن وحقوقهن وأرضهن ونخلهن ومائهن ونمائهن وكل حق هو لهن داخل فيهن أو خارج عنهن، يحدهن من الغرب سور القرية ومن الشمال البئر وطريق المسلمين ومن الشرق حويط أبا شقير ومن الجنوب الجفرة والقطيعة والأحيمري، وقفاً حبساً مؤبداً محرماً بجميع محارم الله تعالى التي حرم بها الزنا والربا وشرب الخمر وأكل الميتة والدم ولحم الخنزير وقتل النفس بغير حق، وقفاً قائماً على أصوله جارياً على رسومه قائماً على سبله ماض لأهله جائزاً لهم، لا يزده مرور الأيام والأزمنة إلا تأكيداً ولا يكسبه تقلب الأوقات إلا تمهيداً وتأبيداً، ولا يحله تطاول أمد ولا تقادم عهد وكلما تطاول عليه زمان أبده، وكلما أتى عليه عصر جدده وأكده، ولا يزال ذلك كذلك ما دامت الدنيا وأهلها حتى يرث الله الأرض ومن عليها وهو خير الوارثين، وليجدد في كل عصر ذكره، وتسمع الأسماع ما ذكر فيه من تجديد حكمه، لينقله الخلف من السلف ولا يتعرض لإبطاله التلف وتنقبض عنه الأطماع الكاذبة وتقصر عن تناوله الأيدي الظالمة، ولا يزال هذا الأمر جارياً في هذا الوقت المذكور على شرائطه المذكورة والأحكام الموصوفة إلى أن يرث الله الأرض ومن عليها وهو خير الوارثين، وولي الوقف المذكور إمام الجامع وله سدس حائط ونصف سدس حائط، فإن كان الإمام فيه ضعف فيساعده المصلح من آل عقبه، وإن ترك الإمام الولاية وكان الوالي غيره فليس له شيء، ويبدأ الولي بعمارة الوقف وكلما يزيد في نمائه ثم ما حصل منه فيخرج منه دلو وحبلها على بئر للعصامية، فإن تعطلت بئر العصامية جعلت على بئر غيرها مما ينتفع به المسلمون، وفيه أيضاً ستون صاعاً تكون لمن يموت أكفاناً ولم يخلف من يكفنه من أهل عكل وأهل الفرعة وأهل شقرا، وما فضل بعد ذلك أطعمه الولي في شهر رمضان المعظم، ويكون سماطاً في ليالي الجمعة وليالي الخميس وليالي الاثنين، ويفرق منه ثلاثون صاعاً على الأرامل اللاتي يستحين ويشتهين ولا حرج على من حضره في الأكل منه سواءً كان غنياً أو فقيراً أو بدوياً أو حضرياً، وإن أصاب الناس مجاعة في غير شهر رمضان أطعمه الولي في ذلك الوقت إذا رأى الصلاح في ذلك، ولا حرج على الولي ومن حضره فيما يأكلون عند الجذاذ، ولا يحل لأحد من خلق الله تعالى يؤمن بالله واليوم الآخر أن يعترض هذا الوقف بظلم أو نقصان ولا تغيير ولا تحريف فمن فعل ذلك أو أعان عليه بقول أو عمل أو مشورة فالله حسيبة وطليبه ومجازيه ومعاقبه ومسائله: ﴿يَوْمَ لَا يَنْفَعُ مَالٌ وَلَا بَنُونَ ۝٨٨ إِلَّا مَنْ أَتَى اللَّهَ بِقَلْبٍ سَلِيمٍ ۝٨٩﴾ [الشعراء:88–89]، ﴿يَوْمَ تَرَوْنَهَا تَذْهَلُ كُلُّ مُرْضِعَةٍ عَمَّا أَرْضَعَتْ وَتَضَعُ كُلُّ ذَاتِ حَمْلٍ حَمْلَهَا وَتَرَى النَّاسَ سُكَارَى وَمَا هُمْ بِسُكَارَى وَلَكِنَّ عَذَابَ اللَّهِ شَدِيدٌ ۝٢﴾ [الحج:2]، يوم الطامة يوم الحسرة والندامة ﴿وَيَوْمَ يَعَضُّ الظَّالِمُ عَلَى يَدَيْهِ﴾ [الفرقان:27]، يوم الواقعة يوم الآزفة يوم الراجفة يوم الحاقة ﴿يَوْمَ يُكْشَفُ عَنْ سَاقٍ وَيُدْعَوْنَ إِلَى السُّجُودِ فَلَا يَسْتَطِيعُونَ ۝٤٢ خَاشِعَةً أَبْصَارُهُمْ تَرْهَقُهُمْ ذِلَّةٌ وَقَدْ كَانُوا يُدْعَوْنَ إِلَى السُّجُودِ وَهُمْ سَالِمُونَ ۝٤٣﴾ [القلم:42–43]، يوم العرض يوم النشور: ﴿يَوْمًا لَا يَجْزِي وَالِدٌ عَنْ وَلَدِهِ وَلَا مَوْلُودٌ هُوَ جَازٍ عَنْ وَالِدِهِ شَيْئًا﴾ [لقمان:33]، يوم ﴿وَيَقُولُ الْكَافِرُ يَا لَيْتَنِي كُنْتُ تُرَابًا﴾ [النبأ:40]، ﴿يَوْمَ نَطْوِي السَّمَاءَ كَطَيِّ السِّجِلِّ لِلْكُتُبِ﴾ [الأنبياء:104]، ﴿يَوْمَ لَا يَنْفَعُ الظَّالِمِينَ مَعْذِرَتُهُمْ وَلَهُمُ اللَّعْنَةُ وَلَهُمْ سُوءُ الدَّارِ﴾ [غافر:52]، ﴿يَوْمَ يَقُومُ الرُّوحُ وَالْمَلَائِكَةُ صَفًّا لَا يَتَكَلَّمُونَ إِلَّا مَنْ أَذِنَ لَهُ الرَّحْمَنُ وَقَالَ صَوَابًا ۝٣٨﴾ [النبأ:38]، ﴿يَوْمَ نَقُولُ لِجَهَنَّمَ هَلِ امْتَلَأْتِ وَتَقُولُ هَلْ مِنْ مَزِيدٍ ۝٣٠﴾ [ق:30]، ﴿فَمَنْ يَعْمَلْ مِثْقَالَ ذَرَّةٍ خَيْرًا يَرَهُ ۝٧ وَمَنْ يَعْمَلْ مِثْقَالَ ذَرَّةٍ شَرًّا يَرَهُ ۝٨﴾ [الزلزلة:7–8]، وعلى المتعرض لهذا الوقف لعنة الله والملائكة والناس أجمعين لا يقبل الله منه صرفاً ولا عدلاً ولا فرضاً ولا نفلاً، وعجل الله فضيحته في الدنيا وضاعف له العذاب في الآخرة وجعله من الأخسرين أعمالاً ﴿الَّذِينَ ضَلَّ سَعْيُهُمْ فِي الْحَيَاةِ الدُّنْيَا وَهُمْ يَحْسَبُونَ أَنَّهُمْ يُحْسِنُونَ صُنْعًا ۝١٠٤﴾ [الكهف:104]، ﴿فَمَنْ بَدَّلَهُ بَعْدَ مَا سَمِعَهُ فَإِنَّمَا إِثْمُهُ عَلَى الَّذِينَ يُبَدِّلُونَهُ إِنَّ اللَّهَ سَمِيعٌ عَلِيمٌ ۝١٨١﴾ [البقرة:181]، كملت وثيقة الأصل بالتمام من غير تحريف، وهجرتها سنة سبع وأربعين وسبعمائة.

## وصلات خارجية
- وقف صبيح من أشيقر منذ عام 747هـ
- بلدة أشيقر من تاريخ منطقة الوشم حمد بن عبدالعزيز الضويان
- من آثار علماء أشيقر 747-1372هـ
- أشيقر: بلد العلماء و النخيل و الاوقاف